# Red Ball Express (film)
Red Ball Express is een Amerikaanse oorlogsfilm uit 1952 onder regie van Budd Boetticher. In Nederland werd de film destijds uitgebracht onder de titel Dwars door de vuurlinies.

## Verhaal
In de zomer van 1944 heeft het Derde Leger van generaal Patton al een groot stuk van Frankrijk bevrijd. Vervolgens beginnen de geallieerden met een logistieke operatie. Om de hoofdstad Parijs te bevoorraden gaat één peloton dwars door de vijandige linies.

## Rolverdeling
| Acteur           | Personage                     |
| ---------------- | ----------------------------- |
| Jeff Chandler    | Luitenant Chick Campbell      |
| Alex Nicol       | Sergeant Red Kallek           |
| Charles Drake    | Ronald Partridge / Verteller  |
| Judith Braun     | Joyce McClellan               |
| Sidney Poitier   | Robertson                     |
| Jacqueline Duval | Antoinette Dubois             |
| Bubber Johnson   | Taffy Smith                   |
| Davis Roberts    | Dave McCord                   |
| Hugh O'Brian     | Soldaat Wilson                |
| Frank Chase      | Soldaat Higgins               |
| Cindy Garner     | Kitty Walsh                   |
| Gregg Palmer     | Tankluitenant                 |
| John Hudson      | Tanksergeant                  |
| Jack Kelly       | Heyman                        |
| Howard Petrie    | Luitenant-generaal Lee Gordon |